# Blignicourt
Blignicourt település Franciaországban, Aube megyében. Lakosainak száma 43 fő (2022. január 1.). Blignicourt Courcelles-sur-Voire, Perthes-lès-Brienne, Rances, Rosnay-l’Hôpital és Vallentigny községekkel határos.

## Népesség
A település népességének változása:
| Lakosok száma | 89   | 61   | 58   | 53   | 42   | 41   | 40   | 41   | 42   | 43   |
|               | 1968 | 1982 | 1990 | 2006 | 2013 | 2015 | 2017 | 2019 | 2020 | 2022 |